# جيم ستارلين
جيم ستارلين هو كاتب ورسام كارتون أمريكي ولد في 9 أكتوبر 1949.